# Campylocia anceps
Campylocia anceps är en dagsländeart som först beskrevs av Eaton 1883.  Campylocia anceps ingår i släktet Campylocia och familjen Euthyplociidae. Inga underarter finns listade i Catalogue of Life.